# Miss Mundo Filipinas
Miss Mundo Filipinas (en inglés: Miss World Philippines) es un concurso de belleza nacional en Filipinas. Se encarga de seleccionar a la representante del país para el concurso Miss Mundo.
La ganadora y su corte trabajan con organizaciones benéficas que benefician a los niños necesitados y también se unen a movimientos de apoyo a los derechos de las mujeres y los niños y muchas más actividades de defensa.

## Historia
El concurso se lanzó oficialmente el 23 de marzo de 2011 en el SMDC Showroom en el SM Mall of Asia.
Quirino renunció como directora nacional el 15 de enero de 2017, por motivos personales y empresariales. Un día después, Arnold Vegafria, quien se desempeñó como gerente de talentos de Miss Mundo 2013 Megan Young, asumió el cargo luego de reunirse con Julia Morley. Bajo la dirección de Vegafria, se otorgan siete títulos menores adicionales de concursos de belleza internacionales, a saber: Miss Supranacional Filipinas, Miss Eco Filipinas, Miss Multinacional Filipinas, Reina Hispanoamericana Filipinas, Miss Filipinas Tourism, Miss Eco Teen Filipinas y Miss Environment Filipinas para los cuales representarán a Filipinas a nivel internacional.
Antes de Miss Mundo Filipinas, el título fue otorgado a través del certamen de Miss Republic of the Philippines de 1966 a 1976, luego por Mutya ng Pilipinas, Inc. a través del certamen de Mutya ng Pilipinas de 1977 a 1991, y Binibining Pilipinas Charities, Inc. a través del certamen Binibining Pilipinas de 1992 a 2010.

## Ganadoras
| Año  | Miss Mundo Filipinas                                                        | Ref.                                                                        |
| ---- | --------------------------------------------------------------------------- | --------------------------------------------------------------------------- |
| 2011 | Gwendoline Ruais                                                            | [ 9 ]                                                                       |
| 2012 | Queenierich Rehman                                                          | [ 10 ]                                                                      |
| 2013 | Megan Young                                                                 | [ 11 ]                                                                      |
| 2014 | Valerie Weigmann                                                            | [ 12 ]                                                                      |
| 2015 | Hillarie Parungao                                                           | [ 13 ]                                                                      |
| 2016 | Catriona Gray                                                               | [ 14 ]                                                                      |
| 2017 | Laura Lehmann                                                               | [ 15 ]                                                                      |
| 2018 | Katarina Rodriguez                                                          | [ 16 ]                                                                      |
| 2019 | Michelle Dee                                                                | [ 17 ]                                                                      |
| 2020 | El concurso no se llevó a cabo debido al impacto de la pandemia de COVID-19 | El concurso no se llevó a cabo debido al impacto de la pandemia de COVID-19 |
| 2021 | Tracy Maureen Perez                                                         | [ 18 ] [ 19 ]                                                               |
| 2022 | Gwendolyne Fourniol                                                         | [ 20 ]                                                                      |
| 2024 | Krishnah Marie Gravidez                                                     | [ 21 ]                                                                      |

## Representación internacional
| Año  | Miss Mundo Filipinas | Ciudad natal | Posición en Miss Mundo | Premios especiales | Ref. |
| ---- | --- | --- | --- | --- | --- |
| 2011 | Gwendoline Ruais | Muntinlupa | Primera finalista | - Miss Mundo Asia - Top Model (Top 10) - Beauty with a Purpose (Top 30) - Beach Beauty (Top 30)                                                               | [ 22 ] |
| 2012 | Queenierich Rehman | Las Piñas | Top 15 | - Premio World Fashion Designer - Talento (Top 5) - Beach Beauty (Top 40) - Top Model (Top 46)                                                                | [ 23 ] |
| 2013 | Megan Young | Olongapo | Miss Mundo 2013 | - Top Model - Miss Mundo Asia - Multimedia (3.ª finalista) - Beach Beauty (4.ª finalista) - Beauty with a Purpose (Top 10) - Bailarina de Dances of the World | [ 24 ] |
| 2014 | Valerie Weigmann | Legazpi (Albáy) | Top 25 | - Beauty with a Purpose (Top 10) - Premio People's Choice (Top 10)                                                                                            | [ 25 ] |
| 2015 | Hillarie Parungao | Nueva Vizcaya | Top 10 | - Multimedia (Ganadora) - Mejor Entrevista (9.º lugar) - Premio People's Choice (Top 10)                                                                      | [ 26 ] |
| 2016 | Catriona Gray | Oas (Albáy) | Top 5 | - Multimedia (Ganadora) - Beauty with a Purpose (Top 5) - Talento (Top 10)                                                                                    | [ 27 ] |
| 2017 | Laura Lehmann | Macati | Top 40 | - Beauty with a Purpose (Ganadora) - Desafío Head-to-Head (Ganadora) - Premio People's Choice (Top 10)                                                        | [ 28 ] |
| 2018 | Katarina Rodriguez | Dávao | | - Desafío Head-to-Head (Ganadora) (Ronda 1) - Top Model (Top 32) - Premio People's Choice (Top 10)                                                            | [ 29 ] |
| 2019 | Michelle Daniela Dee | Macati | Top 12 | - Desafío Head-to-Head (Ganadora) (Rondas 1 y 2) - Beauty with a Purpose (Top 20) - Top Model (Top 40)                                                        | [ 30 ] |
| 2020 | Debido al impacto de la pandemia de COVID-19, no hubo concurso en 2020                                                                               | Debido al impacto de la pandemia de COVID-19, no hubo concurso en 2020                                                                               | Debido al impacto de la pandemia de COVID-19, no hubo concurso en 2020                                                                               | Debido al impacto de la pandemia de COVID-19, no hubo concurso en 2020                                                                                        | Debido al impacto de la pandemia de COVID-19, no hubo concurso en 2020                                                                               |
| 2021 | Tracy Perez | Ciudad de Cebú | Top 13 | - Desafío Head-to-Head (Ganadora) (Rondas 1 y 2) - Beauty with a Purpose (Ganadora)                                                                           | [ 31 ] |
| 2022 | Miss Mundo 2021 se reprogramó para el 16 de marzo de 2022 debido al brote de pandemia de COVID-19 en Puerto Rico, no comenzó ninguna edición en 2022 | Miss Mundo 2021 se reprogramó para el 16 de marzo de 2022 debido al brote de pandemia de COVID-19 en Puerto Rico, no comenzó ninguna edición en 2022 | Miss Mundo 2021 se reprogramó para el 16 de marzo de 2022 debido al brote de pandemia de COVID-19 en Puerto Rico, no comenzó ninguna edición en 2022 | Miss Mundo 2021 se reprogramó para el 16 de marzo de 2022 debido al brote de pandemia de COVID-19 en Puerto Rico, no comenzó ninguna edición en 2022          | Miss Mundo 2021 se reprogramó para el 16 de marzo de 2022 debido al brote de pandemia de COVID-19 en Puerto Rico, no comenzó ninguna edición en 2022 |
| 2023 | Gwendolyne Fourniol | Negros Occidental | No clasificó | - Desafío Head-to-Head (Top 25) - Deporte (Top 32) - Talento (Top 23) - Top Model (Top 20)                                                                    | [ 33 ] |
| 2025 | Krishnah Marie Gravidez | Baguió | Top 8 | - Deportes (Top 32) - Multimedia (Top 20) - Talento (Top 24)                                                                                                  | |